# Roman Simon
Roman Simon (ur. 1924, zm. 11 czerwca 2017) – polski działacz partyjny i państwowy, spółdzielca, przewodniczący Prezydium Miejskiej Rady Narodowej/naczelnik Raciborza (1963–1974).

## Życiorys
Przez wiele lat pełnił funkcję dyrektora administracyjnego Zakładu Elektrod Węglowych w Raciborzu. Był również związany z Towarzystwem Miłośników Ziemi Raciborskiej. Zasiadał w Powiatowej Rady Narodowej w Raciborzu, w 1961 objął funkcję jej sekretarza. 15 maja 1963 został przewodniczącym Prezydium Miejskiej Rady Narodowej w Raciborzu, stanowisko to w grudniu 1973 przekształcono w funkcję naczelnika miasta. Zajmował ją do 15 października 1974.
Zmarł w wieku 93 lat. 14 czerwca 2017 pochowano go na cmentarzu w Rybniku.